# キム・キョンリョン
キム・キョンリョン（ハングル：김경련、1986年1月21日 - ）は、韓国のソフトテニス選手。

## 来歴
安城女子高-安城市庁　プロ入り初年度の2004年アジア選手権が初代表。
ダブルスでのプレースタイルは後衛。2007年の地元開催の世界ソフトテニス選手権全種目で決勝に進出しダブルスと団体戦に優勝。デビューから引退まで7大会連続で代表入り。
熊本国際大会、アジアカップ、全日本社会人等来日も多数。2020年より安城市庁コーチに就任.

## 国際大会戦績
- 2004アジア選手権国別対抗準優勝
- 2004アジア選手権シングルス第３位
- 2005東アジア競技大会国別対抗団体戦準優勝
- 2005東アジア競技大会ダブルス準優勝
- 2006アジア競技大会国別対抗団体戦優勝
- 2006アジア競技大会ミックスダブルス準優勝（キム・キョンリョン /ユウ・ヨンドン）
- 2006アジア競技大会ダブルス第３位（キム・キョンリョン/イ・キョンピョ）
- 2007世界ソフトテニス選手権団体優勝
- 2007世界ソフトテニス選手権ダブルス優勝（キム・キョンリョン/イ・キョンピョ）
- 2007世界ソフトテニス選手権ミックスダブルス準優勝（キム・キョンリョン/キム・ヒースー）
- 2007世界ソフトテニス選手権シングルス準優勝
- 2008アジア選手権国別対抗優勝
- 2008アジア選手権ダブルス準優勝（キム・キョンリョン/イ・キョンピョ）
- 2008アジア選手権ミックスダブルス準優勝（キム・キョンリョン/キム・テジョン）
- 2008アジア選手権シングルス優勝
- 2010アジア競技大会国別対抗団体戦第３位
- 2010アジア競技大会ミックスダブルス優勝（キム・キョンリョン/チ・ヨンミン）
- 2010アジア競技大会シングルス第３位
- 2011世界ソフトテニス選手権団体優勝
- 2011世界ソフトテニス選手権ミックスダブルス優勝（キム・キョンリョン/キム・テジョン）
- 2011世界ソフトテニス選手権シングルス第３位